# Joghézag
A joghézag jogi műszó, amely olyan szabályozandó társadalmi viszonyt, problémát vagy egyéb jelenséget jelöl, amelyre az adott pillanatban a tételes jog nem vonatkozik, ezért erre  jogi megoldást találni csak jogértelmezéssel és a jogértelmezésre hivatott szervek jogi iránymutatásai alapján, illetve a bírósági gyakorlat jogalkalmazást befolyásoló szerepe szerint lehetséges.